# Angaria turpini
Angaria turpini is een slakkensoort uit de familie van de Angariidae. De wetenschappelijke naam van de soort is voor het eerst geldig gepubliceerd in 2006 door K. Monsecour & D. Monsecour.